# Microcar MC1
O Microcar MC1 é um modelo de automóvel fabricado pelo Groupe Bénéteau, equipado com um motor refrigerado à água de 2 cilindros (550 cc), que fornece 21 hp de potência e com transmissão continuamente variável (Câmbio CVT).
Devido ao seu porte, a legislação francesa dispensa a exigência de licença para dirigir dos condutores.  .